# Gundagatti, Hirekerur
Gundagatti là một làng thuộc tehsil Hirekerur, huyện Haveri, bang Karnataka, Ấn Độ.